# Vương Đô
Vương Đô (tiếng Trung: 王都; bính âm: Wáng Dū) (?- 26 tháng 3 năm 929), nguyên danh Lưu Vân Lang (劉雲郎), là một quân phiệt vào thời Ngũ Đại Thập Quốc tại Trung Quốc. Ông giữ chức Nghĩa Vũ tiết độ sứ. Ông đoạt quyền kiểm soát Nghĩa Vũ từ dưỡng phụ Vương Xử Trực thông qua tiến hành binh biến, và sau đó cai trị bán độc lập với địa vị là một chư hầu của Tấn và hậu thân là triều Hậu Đường. Năm 928, Hậu Đường Minh Tông cho rằng Vương Đô muốn công khai làm phản, do vậy quyết định tiến công Nghĩa Vũ. Sau một thời gian dài bị bao vây, Vương Đô tự thiêu khi quân thành thất thủ.

## Thân thế
Vương Đô là người Hình Ấp, nguyên danh là Lưu Vân Lang, được yêu nhân Lý Ứng Chi (李應之) nuôi dưỡng. Lý Ứng Chi chữa khỏi bệnh cho Vương Xử Trực, do vậy Vương Xử Trực tin rằng Lý Ứng Chi có tài thần thông, đối đãi như bạn bè. Khi đó, Vương Xử Trực chưa có nhi tử, Lý Ứng Chi trao Lưu Vân Lang cho Vương Xử Trực làm con, nói với Xử Trực rằng, "Thằng bé này có điểm đặc biệt." Lưu Vân Lang đổi tên thành Vương Đô.
Vương Xử Trực trở thành tiết độ sứ vào năm 900, sau đó tin tưởng giáo phó nhiều quân sự cho Lý Ứng Chi, khiến các sĩ quan bất mãn. Đương thời, một đội quân Yên, tức quân Lô Long đi qua lãnh thổ Nghĩa Vũ, Vương Xử Trực lo lắng quân Lô Long có thể tập kích, do vậy cho binh sĩ chuẩn bị sẵn sàng. Các sĩ quan nhân cơ hội này bao vây phủ đệ, sát hại Lý Ứng Chi. Loạn binh cũng thỉnh Vương Xử Trực giết Vương Đô, song do Vương Xử Trực cương quyết nên họ miễn cho Vương Đô. Sáng hôm sau, Vương Xử Trực thưởng lạo cho loạn binh, song bí mật ghi lại tịch của những người tham dự, lần lượt tìm cách sát hại họ trong những năm sau này.
Vương Xử Trực sau đó có nhi tử, song người này lại yêu mến Vương Đô, Vương Đô lúc này trưởng thành và giỏi nịnh bợ và lường gạt dưỡng phụ. Vương Xử Trực cho lập ra tân quân và cho Vương Đô làm quân sứ. Trong số con đẻ của Vương Xử Trực, có Vương Úc (王郁) do thiếp sinh, người này không được sủng nên chạy sang chỗ Hà Đông tiết độ sứ Lý Khắc Dụng, được Lý Khắc Dụng gả con gái làm thê, cuối cùng được thăng làm Tân châu đoàn luyện sứ. Những người con trai còn lại của Vương Xử Trực đều còn nhỏ tuổi, Vương Xử Trực phong Vương Đô làm tiết độ phó sứ, muốn ông thừa kế chức tiết độ sứ.
Vương Xử Trực liên kết với Tấn vương Lý Tồn Úc (kế vị Lý Khắc Dụng) trong cuộc chiến trường kỳ chống Hậu Lương. Năm 921, đồng minh khác của họ là Triệu vương-Thành Đức tiết độ sứ Vương Dung bị sát hại trong một cuộc binh biến do dưỡng tử là Trương Văn Lễ khích động, Lý Tồn Úc tiến hành chiến dịch chống Trương Văn Lễ. Vương Xử Trực cho rằng nếu Thành Đức lọt vào tay Tấn thì Nghĩa đơn độc, do vậy sai người bí mật liên lạc với Vương Úc, bảo Vương Úc mời Khiết Đan tiến công để phân tán quân Tấn. Vương Úc chấp thuận, song Vương Xử Trực buộc phải hứa cho Vương Úc kế tập.
Người trong quân phủ của Vương Xử Trực không muốn gọi quân Khiết Đan đến, Vương Đô cũng lo ngại rằng Vương Úc sẽ đoạt mất vị trí của mình. Do vậy, Vương Đô âm mưu cùng Thư lại Hòa Chiêu Huấn (和昭訓) để bắt Vương Xử Trực. Cơ hội đến khi Vương Xử Trực thiết yến sứ giả của Trương Văn Lễ ở phía đông thành. Đến khi Vương Xử Trực trở về, Vương Đô cho vài trăm tân quân phục ở phủ đệ, bắt Vương Xử Trực. Vương Đô giam lỏng Vương Xử Trực và thê thiếp ở Tây đệ, tận sát tử tôn của Vương Xử Trực và tướng tá là người tâm phúc của Vương Xử Trực. Vương Đô xưng là lưu hậu, trình bày tình hình với Lý Tồn Úc, Lý Tồn Úc cho phép ông thay thế Vương Xử Trực. (Chỉ một người con trai của Vương Xử Trực là Vương Uy (王威) có thể thoát nạn, người này tẩu thoát sang Khiết Đan.)

## Làm tiết độ sứ

### Thời Tấn
Không lâu sau, Lý Tồn Úc bao vây thủ phủ Trấn châu (鎮州) của Thành Đức, Vương Úc thuyết phục Khiết Đan chủ Da Luật A Bảo Cơ cứu viện Thành Đức, A Bảo Cơ chấp thuận. Đông năm 921, A Bảo Cơ qua Lô Long, sau đó tiến công thủ phủ Định châu (定州) của Nghĩa Vũ. Vương Đô cáo cấp Lý Tồn Úc, Lý Tồn Úc đem năm nghìn thân quân từ Trấn châu đến cứu, khiển Thần Vũ đô chỉ huy sứ Vương Tư Đồng (王思同) đem binh đến trú tại phía nam Lang Sơn để phòng thủ.
Ngày 1 tháng 1 năm Nhâm Ngọ (tức 21 tháng 1 năm 922), Vương Đô đến thăm Vương Xử Trực ở Tây đệ. Vương Xử Trực bị kích động, nắm tay đấm vào ngực của Vương Đô, nói: "Nghịch tặc, ta phụ ngươi chỗ nào?". Vương Xử Trực khi đó không có quân khí, và còn cắn vào mũi của Vương Đô, Vương Đô thoát ra được. Không lâu sau, Vương Xử Trực buồn hận mà mất  hoặc bị Vương Đô sát hại.
Ngày Giáp Ngọ (13) cùng tháng (12 tháng 2), Lý Tồn Úc đến Định châu, quân Khiết Đan ở Tân Lạc để đối đầu. Sau đó, quân Khiết Đan chiến bại và triệt thoái về bắc, Định châu được giải vây. Vương Đô đích thân ra khỏi thành nghênh yết Lý Tồn Úc, và thiết yến ở phủ đệ. Vương Đô cũng thỉnh để con gái của mình kết hôn với vương tử của Lý Tồn Úc là Lý Kế Ngập (李繼岌), Lý Tồn Úc chấp thuận. (Tuy nhiên, không rõ hôn lễ có thực sự diễn ra hay không.) Sau đó, Lý Tồn Úc ân sủng Vương Đô, không tấu thỉnh nào là không chấp thuận.

### Thời Hậu Đường Trang Tông
Năm 923, Lý Tồn Úc xưng là hoàng đế của Hậu Đường, tức Hậu Đường Trang Tông. Sau đó, Hậu Đường thôn tính Hậu Lương. Trong thời gian Hậu Đường Trang Tông trị vì, Vương Đô tiếp tục là một quân phiệt bán độc lập, được tự bổ nhiệm thứ sử của hai châu thuộc cấp là Kì châu và Dịch châu, không phải dâng bản kê khai hộ khẩu, tô phú tự giữ. Năm Đồng Quang thứ 3 (925), Hậu Đường Trang Tông thăm Nghiệp Đô, Vương Đô đến yết kiến, ở lại mười ngày, được tặng cho vải, ban chức Thái úy, Thị trung. (Nhằm dựng cầu trường để đón tiếp Vương Đô, Hậu Đường Trang Tông phá hủy đàn mà ông tức vị năm 923.

### Thời Hậu Đường Minh Tông
Năm 926, Hậu Đường Trang Tông bị sát hại trong một cuộc binh biến tại kinh thành Lạc Dương, Lý Tự Nguyên trở thành hoàng đế, tức Hậu Đường Minh Tông. Hậu Đường Minh Tông thăng Vương Đô là Trung thư lệnh, tuy nhiên không ưa Vương Đô vì hành động của ông với dưỡng phụ. Xích mích giữa triều đình và Nghĩa Vũ cùng phát triển do Xu mật sứ An Trọng Hối (安重誨) muốn chấm dứt việc Nghĩa Vũ được giữ lại phú thuế nhằm thể hiện thực lực của triều đình. Hơn nữa, do Khiết Đan hay tiến công, triều đình Hậu Đường thường cho quân đồn trú tại khu vực Lô Long và Nghĩa Vũ, Vương Đô lo sợ rằng các đội quân này thực ra muốn tiến công mình. Hai bên dần dần nghi ngờ lẫn nhau.
Vương Đô lo sợ rằng Hậu Đường Minh Tông có thể dời ông đến cai quản trấn khác, Hòa Chiêu Huấn khuyên Vương Đô kế tự toàn; theo đó ly gián các tiết độ sứ khác để bản thân được yên ổn. Do đó, Vương Đô tìm cách để liên minh với các tiết độ sứ khác — bao gồm việc cầu thông hôn với Lô Long tiết độ sứ Triệu Đức Quân (趙德鈞); xin trở thành huynh đệ với Thành Đức tiết độ sứ Vương Kiến Lập (王建立), người này có thù oán với An Trọng Hối; ông còn gửi mật thư bọc trong sáp đến Bình Lô (Hoắc Ngạn Uy), Trung Vũ (Phòng Tri Ôn), Chiêu Nghĩa (Mao Chương), Tây Xuyên (Mạnh Tri Tường), và Đông Xuyên (Đổng Chương), cố gắng ly gián họ với triều đình. Ngoài ra, Vương Đô còn sai người thuyết phục Bắc diện chiêu thảo sứ-Quy Đức tiết độ sứ Vương Yến Cầu (王晏球). Khi Vương Yến Cầu từ chối, ông lại hối lộ thuộc hạ của Vương Yến Cầu để họ trừ khử chủ tướng. Nỗ lực này thất bại, ngày Quý Tị (18) tháng 4 năm Mậu Tý (10 tháng 5 năm 928), Vương Yến Cầu tấu lên Hậu Đường Minh Tông về việc Vương Đô làm phản.
Ngày Mậu Tý (25) cùng tháng (17 tháng 5), Hậu Đường Minh Tông ban chiếu tước đoạt quan tước của Vương Đô. Đến ngày Nhâm Dần (27) cùng tháng (19 tháng 5), Hậu Đường Minh Tông bổ nhiệm Vương Yến Cầu làm Bắc diện thảo sứ, tạm quyền quản lý Định châu, Hoành Hải tiết độ sứ An Thẩm Thông (安審通) là Phó chiêu thảo sứ, Trịnh châu phòng ngự sứ Trương Kiền Chiêu (張虔昭) là đô giám, phát binh thảo phạt Định châu. Ngay hôm đó, Vương Yến Cầu đánh Định châu. Vương Đô mang tài sản cầu cứu tù trưởng người Hề là Thốc Nỗi (禿餒). Sang tháng 5 ÂL, Thốc Nỗi đem theo vạn kị binh tiến đến Định châu cứu viện Vương Đô, song Vương Yến Cầu đánh bại quân của Thốc Nỗi, 2000 kị binh của Thốc Nỗi phải triệt thoái vào trong thành Định châu. Vương Yến Cầu sau đó chiếm được Tây quan thành. Tuy nhiên, Định châu thành kiên cố không thể công, do vậy Vương Yến Cầu tu sửa Tây quan thành làm hành phủ, thu thuế của ba châu (Định, Kỳ, Dịch) để nuôi quân.
Cùng tháng, hay tin Khiết Đan phát binh cứu Định châu, Vương Yến Cầu và Trương Diên Lãng (張延朗) phân binh triệt thoái ra xa Định châu. Quân Khiết Đan vào Định châu, cùng Vương Đô ban đêm tập kích quân Hậu Đường ở Tân Lạc. Ngày Át Sửu (21) (11 tháng 6), Vương Yến Cầu và Trương Diên Lãng hội quân ở Hành Đường, ngày Bính Dần hôm sau đến Khúc Dương. Vương Đô hợp quân cùng với năm nghìn kị binh Khiết Đan thành một đội quân được ghi chép là hơn vạn người, thừa thắng truy kích Vương Yến Cầu tại Khúc Dương, ngày Đinh Mão (23) chiến ở phía nam thành. Kết quả, quân Vương Đô rơi vào bẫy và thiệt hại nặng nề, người Khiết Đan tử trận quá bán, phải triệt thoái về Định châu. Ngày Nhâm Tuất (19) tháng 7 (7 tháng 8), Khiết Đan khiển tù trưởng Dịch Ẩn (惕隱) đem bảy nghìn kị binh cứu Định châu, Vương Yến Cầu đón đánh và đại phá đội quân này. Ngày Giáp Tý (27) cùng tháng thì truy tới Dịch châu, đương thời mưa nhiều nước sông dâng lên, quân Khiết Đan bị bắt giết và chết chìm.
Lúc trước, khi Hậu Đường Trang Tông khi đánh Hà Bắc có bắt được một tiểu nhi, đem về nuôi trong cung và ban danh tính Lý Kế Đào (李繼陶), khi Hậu Đường Trang Tông tức vị thì phóng thích. Vương Đô có được tiểu nhi này, mặc hoàng bào và cho ngồi lên tường thành, nói với Vương Yến Cầu: "Đây là hoàng tử của Trang Tông hoàng đế, cũng đã tức đế vị. Công thụ ân sâu của tiên triều mà không nhớ sao?" Vương Yến Cầu nói rằng hành động này của Vương Đô là vô ích, tiếp tục tiến công.
Vương Đô phòng thủ Định châu một cách hiệu quả trong nhiều tháng, theo dõi sát sao chư tướng, bất kỳ ai đào ngũ đều bị giết. Hậu Đường Minh Tông sai người đến thúc giục Vương Yến Cầu công thành, song Vương Yến Cầu cho họ thấy sự kiên cố của Định châu thành, khẳng định sẽ tốt hơn nếu bao vây và để thành tự sụp đổ, Hậu Đường Minh Tông chấp thuận. Tháng giêng năm Kỉ Sửu (929), Vương Đô và Thốc Nỗi muốn đột vây chạy thoát, song không thể ra được. Ngày Quý Sửu (13) tháng 2 (26 tháng 3), Đô chỉ huy sứ Mã Nhượng Năng (馬讓能) của Định châu mở cổng thành. Vương Đô cùng gia tộc tự thiêu. Vương Đô hay thu thập tranh sách, ông từng sai người dùng tiền bạc mua những sách quý vào lúc mà Trương Xử Cẩn bị đánh bại tại Thành Đức, và khi Hậu Lương bị chinh phục. Tổng cộng, ông thu thập được ba vạn quyển sách cả quý lẫn tiện, vài trăm danh họa và nhạc khí. Khi ông tự thiêu, bộ sưu tập của ông cũng bị phá hủy. Bốn con trai và một em trai của ông bị bắt cùng với Thốc Nỗi, họ bị giải đến chỗ Hậu Đường Minh Tông.